# Peso pesado (MMA)

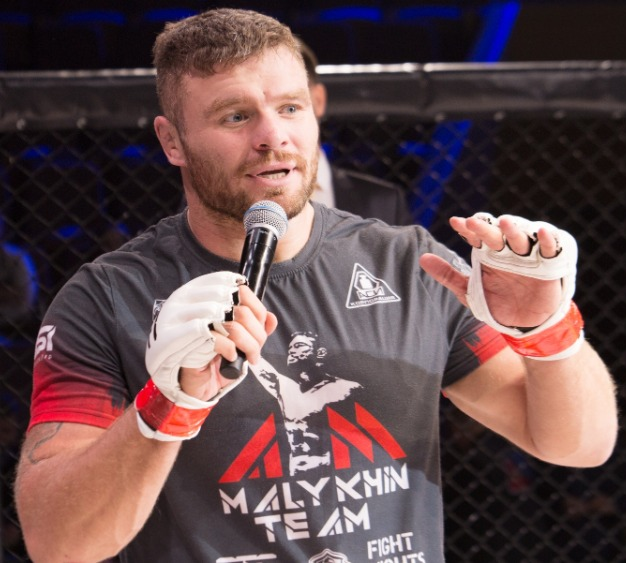
Anatoliy Malykhin, peleador de peso pesado y ex campeón en ONE Championship.

La división de peso pesado en artes marciales mixtas (MMA) generalmente agrupa a peleadores entre 206-265 lb (93,4-120,2 kg).
Aunque existen muchas ambigüedades en las divisiones de peso más bajas con respecto a sus límites, la de peso pesado es, en su mayoría, uniforme. Ultimate Fighting Championship (UFC) y la mayoría de otras organizaciones norteamericanas de MMA como Bellator MMA, WSOF, y King of the Cage (KOTC) cumplen con esta interpretación para designar a sus atletas de entre 206–265 lbs como pesos pesados. La división de peso pesado de ONE Championship es entre 226–265 lbs. La división de sobrepeso de Pancrase era entre 198.4–220.5 lb (90.0–100.0 kg) antes de ser cambiada a su actual 205–264.5 lbs (93.0–120.0 kg). 
El límite superior de peso, definido por la comisión atlética del estado de Nevada y la asociación de comisiones de boxeo es 265 lb (120,2 kg).

## Campeones profesionales

### Campeones actuales
Esta tabla está actualizada hasta el 25 de julio de 2025. 
| Organización     | Comienzo del Reinado | Campeón            | Récord                | Defensas |
| ---------------- | -------------------- | ------------------ | --------------------- | -------- |
| UFC              | 21 de junio de 2025  | Tom Aspinall       | 15–3 (12KO 3SUB)      | 0        |
| ONE Championship | 23 de junio de 2023  | Anatoliy Malykhin  | 14–0 (10KO 4SUB)      | 0        |
| Bellator MMA     | 21 de agosto de 2020 | Ryan Bader         | 30-7 (12KO 3SUB)      | 3        |
| ACA              | 27 de marzo de 2022  | Salimgerey Rasulov | 23–7 (15KO 0SUB)      | 0        |
| KSW              | 14 de abril de 2018  | Phil De Fries      | 27–6 (1) (7KO 15 SUB) | 12       |

## Mayor cantidad de victorias en peleas titulares de peso pesado
Nota: esta lista incluye victorias en peleas por títulos de peso pesado en promociones mayores (UFC, ONE, Pride, Strikeforce, WEC)
Nota: esta lista incluye a campeones indiscutidos y campeones interinos
     Reinado titular activo
|    | Nombre                   | Promoción        | Victorias en peleas titulares |
| -- | ------------------------ | ---------------- | ----------------------------- |
| 1. | Randy Couture            | UFC              | 6                             |
| 1. | Stipe Miocic             | UFC              | 6                             |
| 2. | Tim Sylvia               | UFC              | 5                             |
| 3. | Cain Velasquez           | UFC              | 4                             |
| 3. | Fedor Emelianenko        | Pride            | 4                             |
| 4. | Antonio Rodrigo Nogueira | UFC, Pride       | 3                             |
| 4. | Andrei Arlovski          | UFC              | 3                             |
| 4. | Brandon Vera             | ONE              | 3                             |
| 4. | Brock Lesnar             | UFC              | 3                             |
| 4. | Daniel Cormier           | UFC, Strikeforce | 3                             |
| 5. | Alistair Overeem         | Strikeforce      | 2                             |
| 5. | Ryan Bader               | Bellator MMA     | 2                             |
| 5. | Vitaly Minakov           | Bellator MMA     | 2                             |
| 5. | Frank Mir                | UFC              | 2                             |
| 5. | Fabricio Werdum          | UFC              | 2                             |
| 5. | Kevin Randleman          | UFC              | 2                             |
| 5. | Maurice Smith            | UFC              | 2                             |
| 5. | Francis Ngannou          | UFC              | 2                             |
| 5. | Junior Dos Santos        | UFC              | 2                             |
| 5. | Ron Waterman             | WEC              | 2                             |
| 5. | James Irvin              | WEC              | 2                             |

## Mayor cantidad de defensas consecutivas de títulos de peso pesado
|    | Nombre            | Promoción    | Defensas títulares |
| -- | ----------------- | ------------ | ------------------ |
| 1. | Fedor Emelianenko | Pride        | 3                  |
| 1. | Stipe Miocic*     | UFC          | 3                  |
| 3. | Randy Couture     | UFC          | 2                  |
| 3. | Tim Sylvia        | UFC          | 2                  |
| 3. | Brandon Vera*     | ONE          | 2                  |
| 3. | Brock Lesnar      | UFC          | 2                  |
| 3. | Cain Velasquez    | UFC          | 2                  |
| 7. | Alistair Overeem  | Strikeforce  | 1                  |
| 7. | Ryan Bader        | Bellator MMA | 1                  |
| 7. | Vitaly Minakov    | Bellator MMA | 1                  |
| 7. | Daniel Cormier    | UFC          | 1                  |
| 7. | Frank Mir         | UFC          | 1                  |
| 7. | Fabricio Werdum   | UFC          | 1                  |
| 7. | Kevin Randleman   | UFC          | 1                  |
| 7. | Maurice Smith     | UFC          | 1                  |
| 7. | Francis Ngannou   | UFC          | 1                  |
| 7. | Ron Waterman      | WEC          | 1                  |
| 7. | James Irvin       | WEC          | 1                  |
| 7. | Brian Olsen       | WEC          | 1                  |

- Primer reinado titular